# Johann Christian Lobe
Johann Christian Lobe, född den 30 maj 1797 i Weimar, död den 27 juli 1881 i Leipzig, var en tysk tonsättare och musikskriftställare. 
Lobe uppträdde redan 1811 som flöjtist och hade anställning i Weimars hovkapell till 1842, då han erhöll professors titel och övertog ledningen av ett musikinstitut. År 1846 flyttade han till Leipzig som privatlärare och teoretiker. Lobes kompositioner (flöjtsaker, pianokvartetter, symfonier, uvertyrer, operorna Wittekind, Die Flibustier med flera) är mindre bekanta än hans skrifter: Lehrbuch der musikalischen Komposition (4 band, 1850–1867; band 1 och 4 omarbetade av Kretzschmar 1884–1887, flera upplagor), Katechismus der Musik (1851, 28:e upplagan 1904; svensk översättning "Musikens katekes", 1877, ny upplaga 1901), Musikalische Briefe (1852; 2:a upplagan 1860), Vereinfachte Harmonielehre (1861), Konsonanzen und Dissonanzen (1869), Katechismus der Kompositionslehre (1872; 7:e upplagan 1902) med flera.